# Izland államfőinek listája

Izland címere

Ezen a lapon Izland államfőinek listája látható, mely az izlandi államfőket tartalmazza időrendi sorrendben.
Az ország államfői 1262 és 1814 között a mindenkori norvég uralkodó, 1814 és 1918 között a mindenkori dán uralkodó volt. Az 1918. december 1-jei egyesülési törvény értelmében perszonáluniót alkotott Dániával, azonban létrejött a szuverén Izlandi Királyság, melynek első (és egyetlen) uralkodója X. Keresztély dán király lett. Ezzel felvette az Izland királya címet.
Az egyesülési törvény 1943. december 31-én lejárt, ezzel megszűnt a királyság. Az 1944. május 20-ai népszavazás óta Izland államformája köztársaság.

## Izland államfői

### Izlandi Királyság (1918 – 1944)
| Portré | Dinasztia      | Uralkodó                                                 | Uralkodott                                   | Izlandi név | Megjegyzés                   |
| ------ | -------------- | -------------------------------------------------------- | -------------------------------------------- | ----------- | ---------------------------- |
|        | Glücksburg-ház | X. Keresztély * 1870. szeptember 26. † 1947. április 20. | 1918. december 1.–1944. június 17. (25 évig) | Kristján X  | VIII. Frigyes dán király fia |

### Izlandi Köztársaság (1944 óta)
| Sorszám | Az Izlandi Köztársaság elnöke        | Portré | Hivatal kezdete    | Hivatal vége     | Időtartam            | Megjegyzés                                                                  |
| ------- | ------------------------------------ | ------ | ------------------ | ---------------- | -------------------- | --------------------------------------------------------------------------- |
| 1       | Sveinn Björnsson (1881–1952)         |        | 1944. június 17.   | 1952. január 25. | 7 év, 7 hónap, 8 nap | 1940 és 1944 között a dán király személyét helyettesítő régens.             |
| 2       | Ásgeir Ásgeirsson (1894–1972)        |        | 1952. augusztus 1. | 1968. július 31. | 16 év                |                                                                             |
| 3       | Kristján Eldjárn (1916–1982)         |        | 1968. augusztus 1. | 1980. július 31. | 12 év                |                                                                             |
| 4       | Vigdís Finnbogadóttir (1930–)        |        | 1980. augusztus 1. | 1996. július 31. | 16 év                | Az első női államfő a világon, akit demokratikus úton a nép választott meg. |
| 5       | Ólafur Ragnar Grímsson (1943–)       |        | 1996. augusztus 1. | 2016. július 31. | 20 év                |                                                                             |
| 6       | Guðni Thorlacius Jóhannesson (1968–) |        | 2016. augusztus 1. | 2024. július 31. | 8 év                 |                                                                             |
| 7       | Halla Tómasdóttir (1968–)            |        | 2024. augusztus 1. | hivatalban       | 146 nap              |                                                                             |